# Culdee
Culdee, Kuldee lub Céli Dé – wczesnośredniowieczni eremici irlandzcy i szkoccy. Początkowo prowadzili pobożne, samotne życie, utrzymując się z własnej pracy, następnie zaczęli tworzyć rodzaj zgromadzeń, podobnych zakonom, ale bez ustalonej reguły (święty Melruan w VIII w. opracował zasady dla jednego ze zgromadzeń, ale nie ma dowodów, by została szerzej przyjęta), ani nie tworząc szerokich organizacji obejmujących wiele klasztorów.
Nieformalne domy culdee przyjmowały czasem postać zgromadzenia księży kanoników, żyjących podobnie do mnichów, ale nie składających ślubów mnisich, lub też osób świeckich. Większość domów culdee została zniszczona podczas duńskich najazdów na Szkocję i Irlandię, pozostałe uległy powolnemu rozproszeniu, lub inkorporacji do istniejących struktur kościelnych, zwłaszcza domów kanoników, związanych z katedrami, i zanikły do końca wieku XIII.